# Susanna Tapani
Susanna Jenni „Suski“ Tapani (* 2. März 1993 in Laitila, Finnland) ist eine finnische Eishockey-, Ringette-, Inlinehockey-, Fußball und Floorballspielerin, die seit Februar 2024 bei den Boston Fleet in der Professional Women’s Hockey League (PWHL) unter Vertrag steht.

## Karriere
Susanna Tapani begann bereits als Fünfjährige mit dem Ringette-Sport, da ihre Mutter bereits diesen Sport ausübte und in ihrem Geburtsort kein Fraueneishockey angeboten wurde. Erst im Alter von 14 Jahren absolvierte sie ihr erstes Eishockeyspiel, da im U16-Juniorenteam von Laitilan Jyske (LaJy) kurzfristig ein Spieler fehlte und Susanna Tapani einsprang. Zwischen 2009 und 2012 spielte sie für die U16- und U18-Mannschaften des lokalen Eishockeyclubs in regionalen Ligen.
Ab 2011 kam sie zudem beim Frauenteam von Hämeenlinnan Pallokerho (HPK) zum Einsatz, das in der höchsten Fraueneishockeyliga spielte. Vor der Saison 2012/13 wechselte sie zum amtierenden Meister Espoo Blues Naiset und spielte parallel in der Juniorenmannschaft von Kiekko-67. Im Herbst 2013 begann sie ein Studium der Betriebswirtschaftslehre an der University of North Dakota und spielte für das Eishockeyteam der Universität, die Fighting Hawks in der NCAA. Ein Jahr später kehrte sie nach Finnland zurück und war zwischen 2014 und 2016 erneut bei HPK aktiv.
Parallel zu ihren Engagements im Eishockey und Ringette spielte sie für die Ringjets bei der finnischen Inlinehockey-Meisterschaft 2016 und bei der FIRS Inlinehockey-Europameisterschaft 2017 (World Skate), bei der sie die Bronzemedaille gewann. Darüber hinaus schaffte sie in der Sommersaison 2016 mit der Fußballmannschaft RaiFu aus Raisio den Aufstieg in die III-divisioona.
In der folgenden Wintersaison 2016/17 spielte sie Ringette für Raision Nuorisokiekko (RNK Flyers), Eishockey für Rauman Lukko und Floorball für Turun Palloseura (TPS). Die folgende Spielzeit verbrachte sie zunächst beim Eishockeyteam von TPS und kam in den Playoffs der schwedischen SDHL beim Linköping HC zum Einsatz, wobei sie schwedischer Vizemeister wurde. Zwischen 2019 und 2021 spielte sie für die U18-Juniorenmannschaft von TPS in der U18-Mestis respektive U18-Suomi-sarja, bis Terminkonflikte im November 2020 sie zwangen, zwischen Ringette und Eishockey zu wählen. Da TPS nicht in der Lage oder nicht willens war, den Spiel- und Trainingsplan anzupassen, um Tapani die parallel Ausübung beider Sportarten zu ermöglichen, entschied sie sich, das Team zu verlassen und sich auf Ringette bei den RNK Flyers zu konzentrieren. Im Frühjahr 2021 bestritt sie drei Playoff-Spiele für das chinesische Team KRS Vanke Rays, das der russischen Schenskaja Hockey-Liga angehörte. Anschließend bereitete sie sich mit dem finnischen Eishockeyteam auf die Olympischen Winterspiele 2022 vor. Nach der Olympiapause kehrte sie zu den Vanke Rays zurück, bestritt 12 Hauptrunden- und 8 Playoff-Spiele und gewann am Ende der Saison die Meisterschaft. Nach diesem Erfolg kehrte sie nach Finnland zurück und entschied, sich in der Saison 2022/23 ganz auf den Ringette-Sport zu konzentrieren.

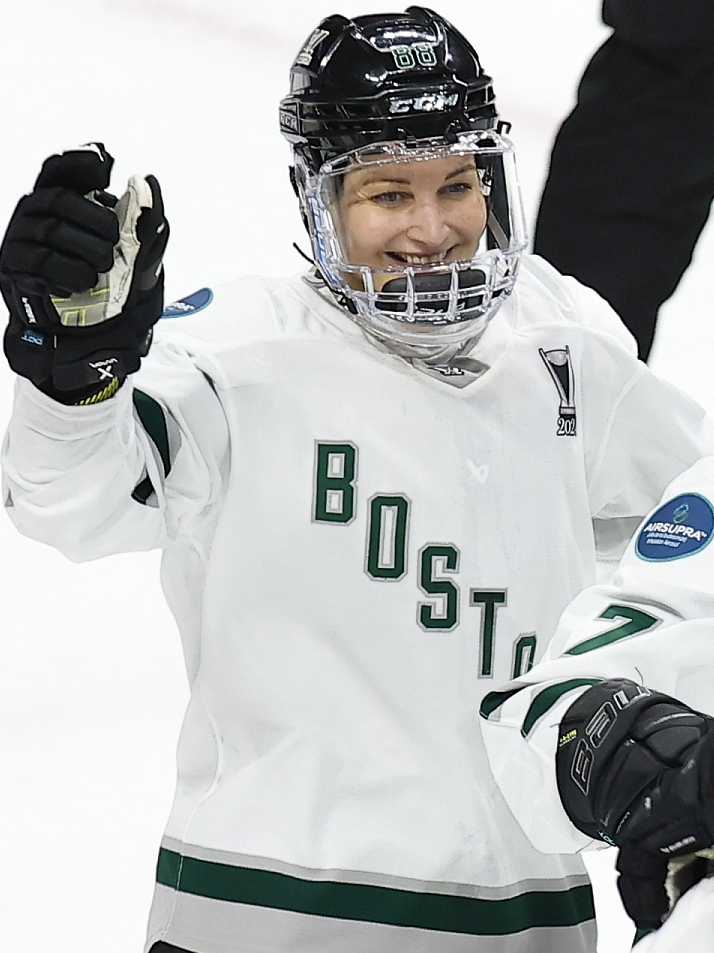
Susanna Tapani im Trikot der Boston Fleet (2024)

Ein Jahr später, im Mai 2023, unterzeichnete sie einen Vertrag für die Saison 2023/24 in der Premier Hockey Federation (PHF) bei den Metropolitan Riveters. Die PHF wurde jedoch Ende Juni 2023 aufgekauft und aufgelöst, so dass ihr Vertrag hinfällig wurde. Nach Auflösung der PHF wurde mit der PWHL eine neue Profi-Fraueneishockeyliga gegründet, bei dessen Draft sie in der in der 5. Runde an insgesamt 25. Stelle vom Team PWHL Minnesota ausgewählt wurde. Sie war neben Minttu Tuominen eine von zwei finnischen Spielerinnen, die 2023 ausgewählt wurden. Nach dem Draft unterzeichnete sie einen Zweijahresvertrag bei Minnesota bis zur Saison 2024/25. Am 11. Februar 2024 tauschte PWHL Minnesota Tapani und Verteidigerin Abby Cook gegen Sophie Jaques vom Team PWHL Boston. Tapani unterlag mit dem Team Boston im Playoff-Finale 2024 gegen ihr altes Team, PWHL Minnesota, war dabei jedoch Topscorerin ihres Teams.

### Eishockey – International
Susanna Tapani gehörte ab 2008 der U18-Frauen-Eishockeynationalmannschaft an und nahm an den U18-Weltmeisterschaften 2009 und 2010 teil. Bei der U18-Weltmeisterschaft 2011 gewann sie mit den U18-Frauenteam die Bronzemedaille und absolvierte im selben Jahr ihre erste Frauen-Weltmeisterschaft, bei der sie ebenfalls die Bronzemedaille gewann. Seither ist sie ein fester Bestandteil der Nationalmannschaft. Bei der Weltmeisterschaft 2015 gewann sie eine weitere Bronzemedaille. Zwei Jahre später, bei der WM 2017, war Tapani die beste Torschützin des finnischen Nationalteams, das erneut die Bronzemedaille gewann. Bis 2018 hatte sie bereits über 140 Länderspiele absolviert. Bei den Olympischen Winterspielen 2018 gewann sie mit der Bronzemedaille ihre erste Olympische Medaille, ehe sie bei der Weltmeisterschaft 2019 erstmals die Silbermedaille errang.
Weitere Medaillengewinne bei Weltmeisterschaften folgten 2021, 2024 und 2025 sowie 2022 der Gewinn der olympischen Bronzemedaille. Bis 2024 absolvierte sie 219 Eishockey-Länderspiele, in denen sie 96 Tore erzielte und 85 Torvorlagen gab, und gehört damit zu den erfolgreichsten finnischen Nationalspielerinnen.

### Ringette
Tapani gehört seit vielen Jahren der finnischen Ringette-Nationalmannschaft an und gewann mit dieser Weltmeisterschaft in Tampere 2010, Helsinki 2016, Mississauga 2017, Burnaby 2019 und Espoo 2022. Auf Vereinsebene spielte sie ab 2009 für die heutigen RNK Flyers, damals Raision Nuorisokiekko, und gewann mit diesen 2011, 2017 und 2023 die finnische Meisterschaft. Bis 2024 absolvierte sie 311 Ligaspiele in der Naisten Ringette SM-sarja und erzielte dabei 1878 Scorerpunkte, davon 1143 Tore und 735 Assists. Mit einem Schnitt von sechs Punkten pro Spiel hält sie diesen Rekord der finnischen Liga.
Susanne Tapani gilt als eine der besten Ringette-Spielerinnen der Welt.

## Erfolge und Auszeichnungen

### Eishockey
- 2011 Bronzemedaille bei der U18-Weltmeisterschaft
- 2011 Bronzemedaille bei der Weltmeisterschaft
- 2013 Finnische Meisterin mit den Espoo Blues Naiset
- 2015 Bronzemedaille bei der Weltmeisterschaft
- 2017 Bronzemedaille bei der Weltmeisterschaft
- 2018 Bronzemedaille bei den Olympischen Winterspielen
- 2019 Schwedische Vizemeisterin mit dem Linköping HC
- 2019 Silbermedaille bei der Weltmeisterschaft
- 2021 Bronzemedaille bei der Weltmeisterschaft
- 2022 Bronzemedaille bei den Olympischen Winterspielen
- 2022 Russische Meisterin mit den KRS Vanke Rays
- 2024 Bronzemedaille bei der Weltmeisterschaft
- 2025 Bronzemedaille bei der Weltmeisterschaft

### Ringette
- Finnische Spielerin des Jahres 2012, 2013, 2015, 2016, 2017, 2021[15] und 2023[16]
- All-Star-Team der SM Ringette 2012, 2013, 2015, 2016, 2021, 2022, 2023[17]
- Goldmedaille bei der Weltmeisterschaft 2010, 2016, 2017, 2019 und 2022
- Goldmedaille bei der Junior-Weltmeisterschaft 2009

## Karrierestatistik
(Legende zur Spielerstatistik: Sp oder GP = absolvierte Spiele; T oder G = erzielte Tore; V oder A = erzielte Assists; Pkt oder Pts = erzielte Scorerpunkte; SM oder PIM = erhaltene Strafminuten; +/− = Plus/Minus-Bilanz; PP = erzielte Überzahltore; SH = erzielte Unterzahltore; GW = erzielte Siegtore; 1 Play-downs/Relegation; Kursiv: Statistik nicht vollständig)

### Eishockey International
Quellen: IIHF

### SM Ringette
Quellen: Suomen Ringetteliitto